# For Ellen
Pour plus de détails, voir Fiche technique et Distribution.
For Ellen est un film américain réalisé par So Yong Kim, sorti en 2012.

## Synopsis
Joby Taylor est un musicien de rock qui revient en ville pour divorcer. Ce faisant, il est confronté à la possibilité de perdre la garde de sa fille Ellen, ainsi qu'à la réalité de sa carrière musicale en déclin et de son rôle de père.

## Fiche technique
- Titre : For Ellen
- Réalisation : So Yong Kim
- Scénario : So Yong Kim
- Musique : Jóhann Jóhannsson
- Photographie : Reed Morano
- Montage : Bradley Rust Gray et So Yong Kim
- Production : Jen Gatien, Bradley Rust Gray et So Yong Kim
- Société de production : Deerjen Films et RCR Media Group
- Société de distribution : Memento Films (France) et Tribeca Films (États-Unis)
- Pays :  États-Unis
- Genre : Drame
- Durée : 94 minutes
- Dates de sortie : 
  -  États-Unis : 5 septembre 2012 (New York)
  -  France : 19 décembre 2012

## Distribution
- Paul Dano : Joby Taylor
- Jon Heder : Fred Butler
- Jena Malone : Susan
- Margarita Levieva : Claire Taylor
- Julian Gamble : M. Hamilton
- Dakota Johnson : Cindy
- Mara Pelifian : Mme. Butler
- Shaylena Mandigo : Ellen Taylor

## Accueil
Le film a reçu un accueil favorable de la critique. Il obtient un score moyen de 61 % sur Metacritic.